# Frank Siebeck
Frank Siebeck (né le 17 août 1949 à Schkeuditz) est un athlète allemand spécialiste du 110 mètres haies. 

## Carrière
Concourant dès la fin des années 1960 sous les couleurs de la République démocratique allemande, Frank Siebeck se classe deuxième du 60 mètres haies lors des Championnats d'Europe en salle 1970 et remporte, dès l'année suivante, le titre continental en plein air du 110 mètres haies à l'occasion des Championnats d'Europe d'Helsinki. Il s'impose dans le temps de 14 s 00 et devance de neuf centièmes de seconde le Britannique Alan Pascoe.
Cinquième des Jeux olympiques de 1972, il s'adjuge sur 60 m haies la médaille d'or des Championnats d'Europe en salle de 1973 et obtient deux nouveaux podiums dans cette compétition en 1974 (3e) et 1975 (2e). Il participe aux Jeux olympiques de 1976 mais quitte la compétition dès les demi-finales. 
Il est le père du joueur de volley-ball Mark Siebeck.

### Palmarès
| Date | Compétition                    | Lieu      | Résultat | Épreuve     |
| ---- | ------------------------------ | --------- | -------- | ----------- |
| 1970 | Championnats d'Europe en salle | Vienne    | 2e       | 60 m haies  |
| 1971 | Championnats d'Europe          | Helsinki  | 1er      | 110 m haies |
| 1972 | Jeux olympiques                | Munich    | 5e       | 110 m haies |
| 1973 | Championnats d'Europe en salle | Rotterdam | 1er      | 60 m haies  |
| 1974 | Championnats d'Europe en salle | Göteborg  | 3e       | 60 m haies  |
| 1974 | Championnats d'Europe          | Rome      | 8e       | 110 m haies |
| 1975 | Championnats d'Europe en salle | Katowice  | 2e       | 60 m haies  |

### Records
| Épreuve     | Performance | Lieu | Date |
| ----------- | ----------- | ---- | ---- |
| 110 m haies | 13 s 33     |      | 1976 |